# Comuna Danîci, Ripkî
Danîci (în ucraineană Даничі) este o comună în raionul Ripkî, regiunea Cernihiv, Ucraina, formată din satele Danîci (reședința), Mutîciv și Prîstoron.

## Demografie
Componența lingvistică a comunei Danîci
     Ucraineană (97,89%)
     Rusă (2,11%)
Conform recensământului din 2001, majoritatea populației comunei Danîci era vorbitoare de ucraineană (97,89%), existând în minoritate și vorbitori de rusă (2,11%).